# 安藤沙耶香
安藤 沙耶香（あんどう さやか、1981年5月24日 - ）は、日本の女性ファッションモデル。宮城県仙台市出身。

## 人物
宮城学院女子大学卒業。
資格は教員免許（英語）、秘書検定3級などを所持。
趣味は映画鑑賞・音楽・スポーツ鑑賞・散歩。特技はダンス 、アイロンがけ。
2011年12月5日、プロサッカー選手の井川祐輔と同年9月20日に結婚したことを発表した。入籍日がシーズン中だったこともあり、シーズン終了後の発表となった。
2012年9月18日に第1子男児、2014年11月24日に第2子男児、2017年に第3子男児を出産した。

## エピソード
- 主なモデルとしての活動は、ギャル系ファッション雑誌「JELLY」（2006年〜）、「vivi」、東京ガールズコレクション（2年連続出演）、神戸コレクション（ゲストモデル）、仙台コレクション（ゲストモデル）、ファッションブランドTHE VIBE（メインモデル）など。
- サンドウィッチマンの富澤たけしとは、出身中学が同じで、実家が近所。2009年6月26日放送の「太田光の私が総理大臣になったら…秘書田中。」で初共演を果たした。
- 2008年6月に、大阪のDIVECOMPLEXで、スキューバダイビングライセンス取得。現在、オープンウォーターダイバー
- 2018年時点では三男がいる
- 2021 Nala/ナラ スイムウエアブランドをスタート https://nala1112.thebase.in
- インスタグラム nala_jp https://www.instagram.com/nala_jp/
- 2024現在は井川沙耶香としてNalaのディレクターとして活躍中https://www.instagram.com/sayaka_nala/

。

## 出演作品

### DVD
- eternal（2004年12月24日、ビデオメーカー）
- Lesson2（2005年3月25日、竹書房）
- Healing Venus（2005年6月20日、ビデオメーカー）
- 安藤沙耶香 AQUA（2005年10月28日、ビデオメーカー）
- 安藤沙耶香コラボレーションBOX（2005年12月25日、ビデオメーカー）
- 安藤沙耶香 fascino（2006年4月21日、ビデオメーカー）
- 遠い君の記憶（2006年8月22日、フォーサイド・ドット・コム）
- Duet（2007年、ワニブックス）
- DAY（2007年10月26日、フォーサイド・ドット・コム）
- NIGHT（2007年12月19日、フォーサイド・ドット・コム）
- poison（2008年3月12日、学研）

### 写真集
- 蜜の味（2005年4月、彩文館出版、撮影：小池伸一郎）ISBN 4-7756-0074-5
- date。（2006年11月18日、ワニブックス、撮影：沢渡朔）ISBN 4-8470-2973-9
- poison（2008年3月13日、学習研究社、撮影：小塚毅之）ISBN 978-4054036192
- 月刊 100アニバーサリー（2008年3月、新潮社、撮影：藤代冥砂）ISBN 978-4107901842

### 雑誌
- ViVi（講談社）
- JJ（光文社）
- S Cawaii!（主婦の友社）
- JELLY（ぶんか社）
- 週刊ヤングマガジン（講談社）
- 週刊ヤングジャンプ（集英社）
- 週刊ヤングサンデー（小学館）
- 月刊プレイボーイ（集英社）
- FRIDAY（講談社）
- SPA!（扶桑社）
- FLASH（光文社）
- FLASH EXCITING「安藤沙耶香のECO政宗!」（光文社、2008年6月5日号- ）

### TV
- 女同士で食べ尽くす!〜夏の三大グルメ（2007年7月25日、テレビ東京）
- ぐるはぴ（2007年11月3日、テレビ東京）
- アドレなガレッジ（2007年11月27日、テレビ朝日系列で放送していた深夜番組。放送期間 2004年10月8日 - 2009年9月29日 ）
- ドライブ A GO!GO!（2008年6月1日、テレビ東京）
- 「鉄道むすめ〜Girls be ambitious〜」東京モノレール編　（有馬 里美 役　ドラマ）
- 今ちゃんの「実は…」（2009年1月28日、4月29日、2010年2月25日、6月3日、9月8日、2011年3月9日  ABC）
- 浜ちゃんが!（2009年4月30日 読売テレビ）
- ダウンタウンDX（2009年5月28日 読売テレビ）
- 太田光の私が総理大臣になったら…秘書田中。（2009年6月26日、日本テレビ）
- 踊る!さんま御殿!!（2009年7月7日、日本テレビ）
- さんタク（2010年1月3日、フジテレビ）
- よゐこ部（2010年6月3日、6月10日、関東地方放送日 MBS 制作）

### ラジオ
- NTT東日本 FLET’S光 presents Melody Dining　（2007年4月-9月の毎週金曜日20:00-21:00、TOKYO FM）
- イマドキッ金曜日　（2008年4月4日 - 2009年4月3日、MBSラジオ）
  - 上記番組と同じ内容「イマドキッ」　（2008年4月5日 - 2009年4月11日、TBSラジオ）
- スッごい!おとなのジャンボな時間　（2008年12月、MBSラジオ）
- イマドキッ　（2009年4月12日 - 2009年9月27日、MBSラジオ）　（2009年4月18日 - 2009年10月3日、TBSラジオ）
  - 上記番組のタイトルを改名「イマドキッ シーズン2」　（2009年10月4日 - 2010年4月11日、MBSラジオ）

### CM
- ミズタニ自転車株式会社カタログ（2005年〜2006年）
- rolian mille
- THE VIBE
- ユニリーバ・ジャパン「AXE」
- NEC「docomo携帯」

### 舞台
- タイプス第40回公演 『マクベス』（2010年7月27日〜8月1日、新宿シアター・モリエール）

### 携帯サイト
- アイドルがイッパイ （アイパイ）

### その他
- 江崎グリコ「ポスカムスペシャルサイト!」（2006年7月…「しみこむクリニック仙台」の沙耶香先生役）
- 渡辺達生 グラビア＆フォトテクニックWebマガジン（「今月のグラビア」№651）
- 福山雅治「化身」PV
- サミー CRぱちんこクラブムーン